# Jean de Marville
Jean de Marville   (Marville, segle XIV - juliol 1389 (Gregorià)) també denominat en els documents de l'època com Jehan de Marville, Hennequin de Marville, Jean de Menreville o Jan van Mergem, fou un escultor gòtic francés en actiu en la segona meitat del s. XIV, originari del nord de l'estat francés o de la regió del Mosa (on és la localitat de Marville).
Hi ha testimoniatge de la seua activitat a Saint-Pierre de Lille al 1366 i a la catedral de Rouen al 1369.

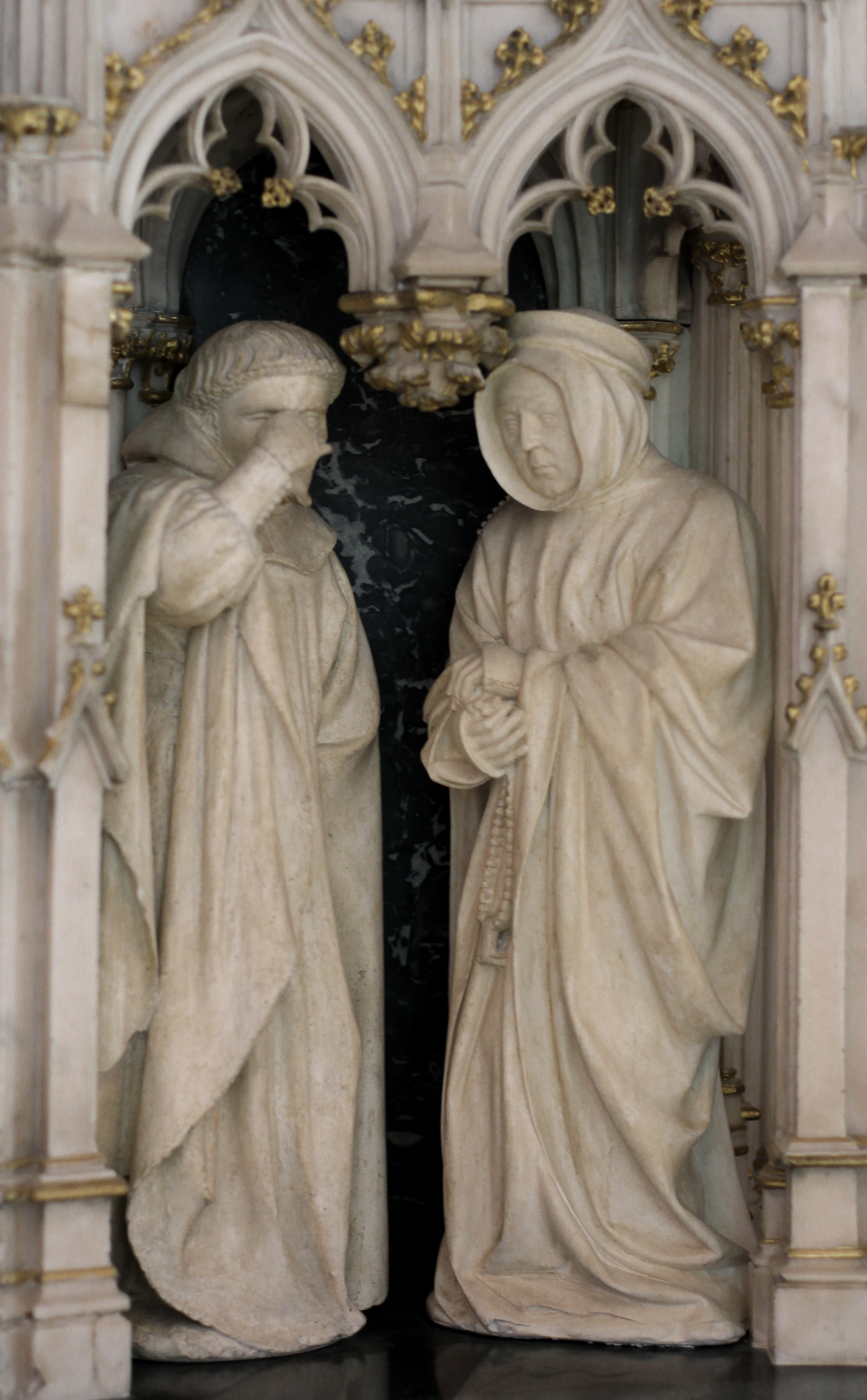
Detall del pòrtic de la Cartoixa de Champmol

El 1372 és al servei del duc de Borgonya Felip II, i dirigeix les obres de la Cartoixa de Champmol, on treballarà fins a la mort. Claus Sluter el va succeir al capdavant d'aquest taller d'escultors, a què també pertangueren Claus de Werve, Jacques de Baerze, Jehan de l'Horta i Antoine le Moiturier. Encara que Jean de Marville degué dirigir aquest taller fins a la seua mort, Erwin Panofsky considera que la seua activitat com a primer mestre d'obres és relativament escassa.

## Cronologia
- 1366: fa treballs de reparació d'un pilar en la Col·legial de Sant Pere de Lille (hui desapareguda).
- 1369: treballa sota la direcció de Joan de Lieja en la "tomba de les entranyes" de Carles V de França a la Seu de Rouen.
- 1372: és nomenat mestre imatger del duc de Borgonya, Felip II.[2][6]
- 1377: un document datat del 27 de gener d'aquest any registra la compra de 26 lliures d'ivori per "Mainreville, tailleur de menues oeuvres". Basant-se en això, s'ha atribuït a Jean de Marville una figura d'ivori de la Trinitat conservada al Museu de Belles Arts de Houston.[6]
- 1381: Jean de Marville contracta com a obrer (ouvrier) Claus Sluter.[7]
- 1381: Felip II li encarrega el seu monument funerari.
- 1384: Jean de Marville dissenya el sepulcre i en realitza les arcatures, però la realització n'és a càrrec sobretot de Claus Sluter i després de Claes van Werve.[8][9]
- 1388: disseny del pòrtic de la capella de la Cartoixa de Champmol amb Drouet de Dammartin.[10] Claus Sluter hi tindrà la principal intervenció, tot i que alguns historiadors de l'art n'atribueixen una part de les escultures a Jean de Marville.[11]

## Galeria d'imatges

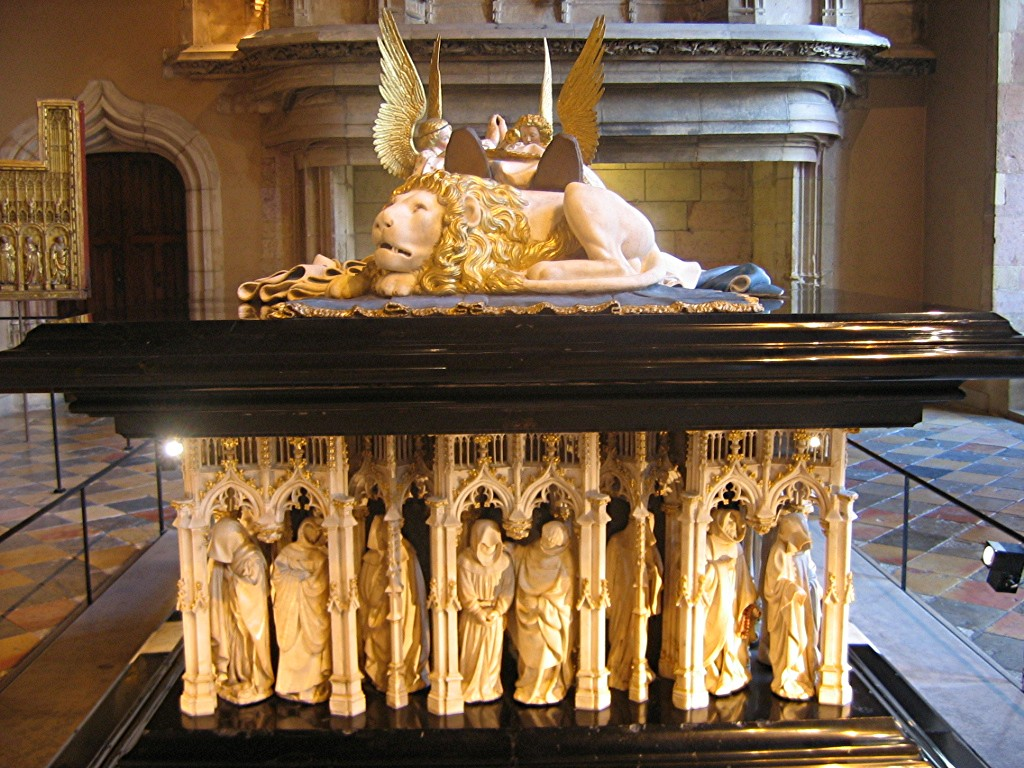
Dijon: Museu de Belles Arts: tomba de Philippe Le Hardi (sala de guàrdia)
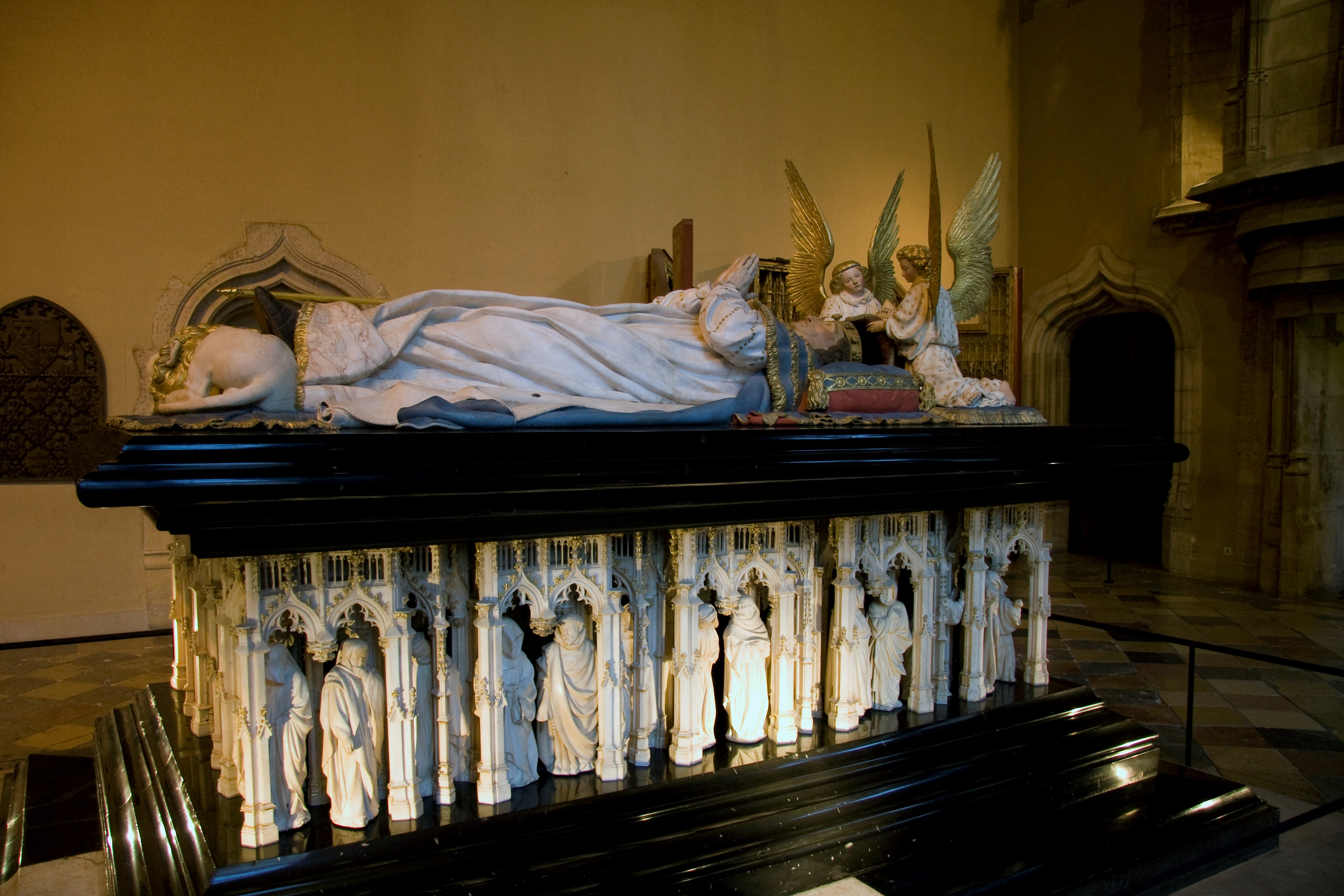
Tomba de Felip el Negret, Museu de Belles Arts de Dijon.
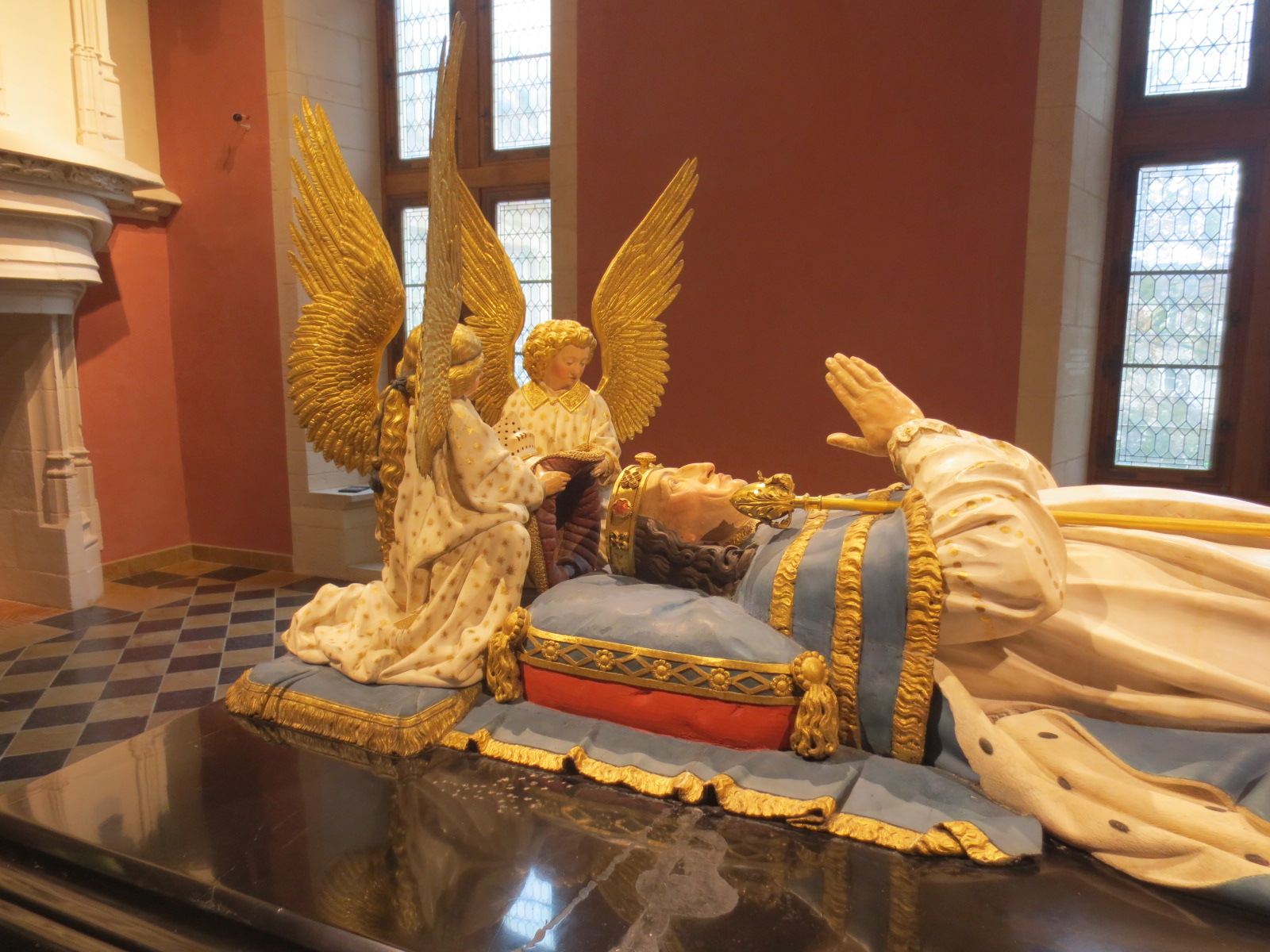
Tombes dels ducs de Borgonya
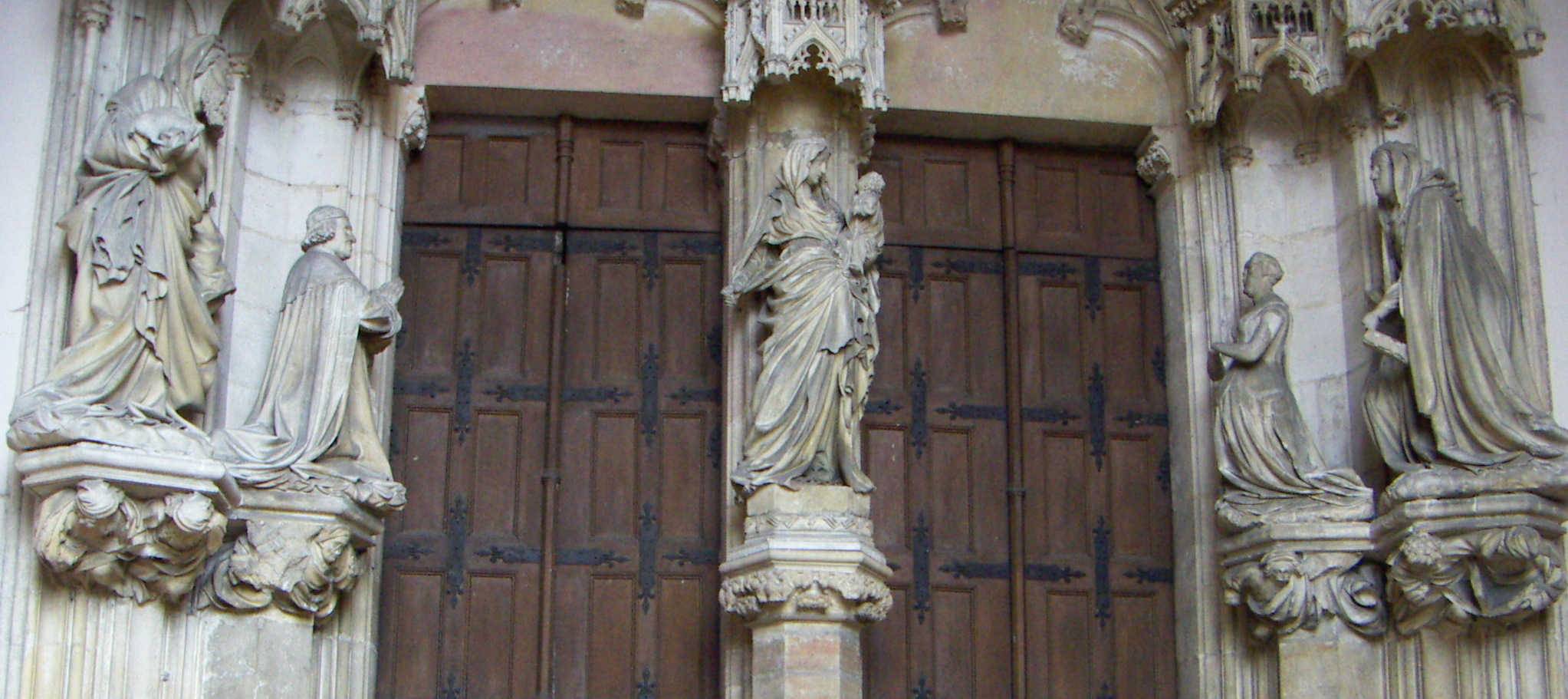
Pòrtic, amb els grups atribuïts a Claus Sluter i la Marededeu amb el nen en el trencallums